# Robert Pontillon

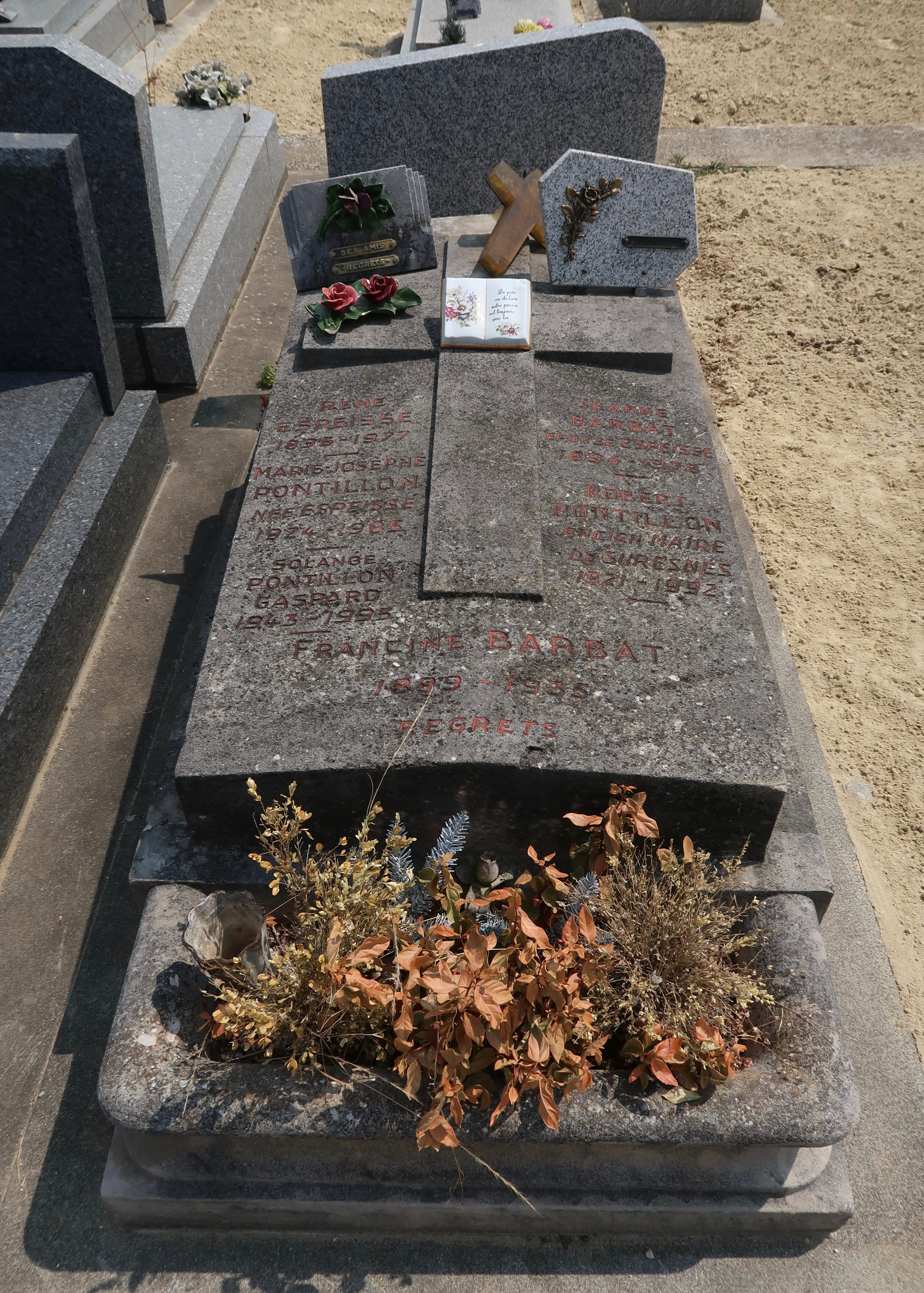
Nagrobek Roberta Pontillona

Robert Eugène Pontillon (ur. 4 grudnia 1921 w Paryżu, zm. 20 marca 1992 w Suresnes) – francuski polityk, menedżer i dziennikarz, parlamentarzysta krajowy i europejski, przewodniczący Konfederacji Partii Socjalistycznych Wspólnoty Europejskiej (Partii Europejskich Socjalistów) (1978–1980).

## Życiorys
Syn działaczy socjalistycznych Frédérica Pontillona Catherine Touby. W młodości działał młodzieżówce socjalistycznej Les Jeunes Socialistes oraz międzynarodowym ruchu charytatywnym powiązanym z socjalistami IFM-SEI. W 1940 uczestniczył w walkach z inwazją III Rzeszy, później uzyskał rangę kapitana rezerwy piechoty. Następnie studiował prawo na Uniwersytecie Paryskim, naukę kończąc po II wojnie światowej. W 1943 został deportowany do Protektoratu Czech i Moraw za odmowę podjęcia pracy przymusowej. W 1944 udało mu się zbiec, następnie do końca wojny działał w miejscowym ruchu oporu antynazistowskiego.
W 1945 powrócił do Francji, podjął pracę w działach zagranicznych czasopism powiązanych z socjalistami m.in. „Franc-Tireur”, „Drapeau rouge” i „Le Populaire”, w latach 50. był dyrektorem i waszyngtońskim korespondentem Centre International de Presse. Wstąpił do Francuskiej Sekcji Międzynarodówki Robotniczej, później przekształconej w Partię Socjalistyczną. W strukturach SFIO i PS zasiadał we władzach krajowych, odpowiadając przez wiele lat za  współpracę międzynarodową. W 1956 został szefem gabinetu Gérarda Jaquet. Od 1957 do 1963 dyrektor generalny SORAFOM/OCORA, kanału nadawcy France Télévisions przeznaczonego dla terytoriów zamorskich. W kolejnych latach zatrudniony jako dyrektor telewizji w koncernie Thomson-Houston i od 1973 do 1978 jako dyrektor Intervidéo. Zasiadał w radzie nadzorującej rynek audiowizualny, działał w towarzystwach współpracy francusko-czechosłowackiej i francusko-portugalskiej.
W 1959 po raz pierwszy wybrany do rady miejskiej Suresnes, od 1965 do 1983 pełnił funkcję mera tego miasta. W latach 1967–1988 zasiadał w radzie departamentu Hauts-de-Seine, a w latach 1977–1992 w Senacie. Od 1978 do 1980 pozostawał przewodniczącym Partii Europejskich Socjalistów (wówczas pod nazwą Konfederacja Partii Socjalistycznych Wspólnot Europejskich). W 1981 pracował jako doradca ds. zagranicznych i obronnych premiera Pierre’a Mauroy. Zasiadał w Zgromadzeniu Parlamentarnym Rady Europy (1987–1992, od 1989 wiceprzewodniczący) oraz Zgromadzeniu Parlamentarnym Unii Zachodnioeuropejskiej (przewodniczący w latach 1990–1992).

## Odznaczenia i upamiętnienie
Odznaczony Orderem Jugosłowiańskiej Flagi I klasy i czechosłowackim odznaczeniem dla członków ruchu oporu. Otrzymał tytuł honorowego obywatela Santiago w Chile.